# Mîtnîțea, Pidvolociîsk
Mîtnîțea (în ucraineană Митниця) este un sat în comuna Mahdalivka din raionul Pidvolociîsk, regiunea Ternopil, Ucraina.

## Demografie
Componența lingvistică a localității Mîtnîțea
     Ucraineană (99,44%)
     Alte limbi (0,56%)
Conform recensământului din 2001, majoritatea populației localității Mîtnîțea era vorbitoare de ucraineană (99,44%), existând în minoritate și vorbitori de alte limbi.